# 中村部屋

中村部屋（なかむらべや）は、日本相撲協会所属で二所ノ関一門の相撲部屋。この記事では、かつて存在した同名の相撲部屋についても説明する。

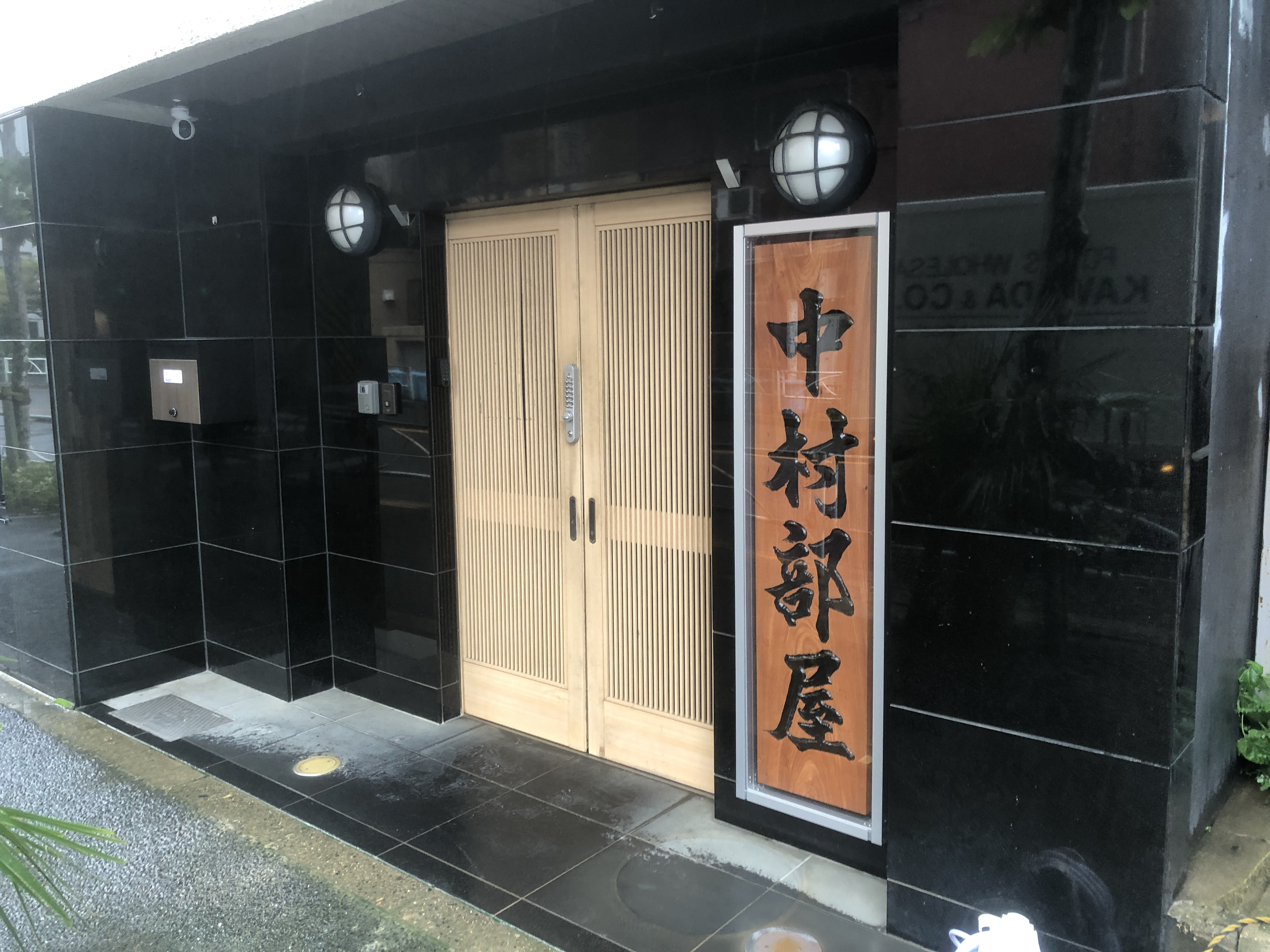

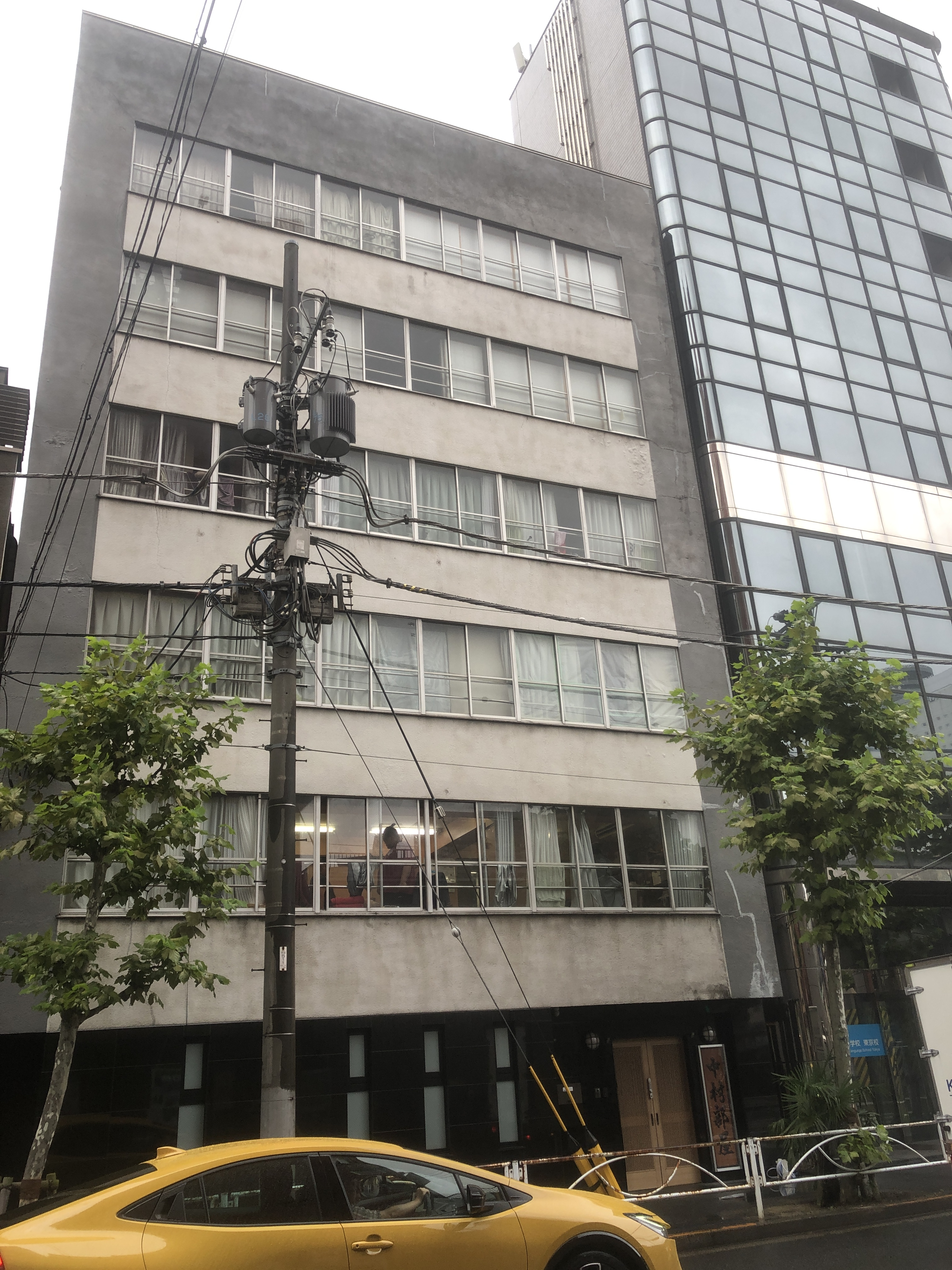

## 歴史
現役時代は尾車部屋に所属した元関脇・嘉風は、2019年（令和元年）9月場所中に現役を引退し、年寄・13代中村を襲名した。引退・年寄襲名当初は尾車部屋付きであったが、13代中村の師匠である8代尾車の停年に伴って2022年（令和4年）2月7日に尾車部屋が閉鎖されたため、13代は力士8人、呼出1人と共に同じ一門の二所ノ関部屋に転籍した。当時の二所ノ関部屋では外回り等で部屋を留守にすることが多かった二所ノ関（元横綱・稀勢の里）に代わる現場監督的存在であった。
それから2年が経過した2024年（令和6年）5月30日に開かれた日本相撲協会の理事会で、13代が二所ノ関部屋から幕内・友風、前日に新十両が決定した幕下・嘉陽ら力士8人、呼出・床山各1人を連れて、同年6月1日付で中村部屋を創設することが承認された。中村部屋所属となる力士は2022年に尾車部屋から二所ノ関部屋へ13代と共に転籍した力士が中心だが、二所ノ関部屋で初土俵を踏んだ力士でも前述した嘉陽ら2人が中村部屋へ転籍する一方で、尾車部屋に入門した力士でも麒麟龍は中村部屋に転籍せず二所ノ関部屋に残留した。
部屋創設直後から、1日3食、ぶつかり稽古無しで四つに組み合った状態で始める申し合い、酸素カプセルの導入など、相撲界の伝統に拘らない指導法で話題を集めた。

## 所在地
- 東京都墨田区両国一丁目18-7
- JR総武線両国駅徒歩1分
2024年4月に閉鎖した旧陸奥部屋の施設を使用。かつては旧両国予備校の校舎で、稽古場も元教室からの改装のため、他の部屋よりも狭いという[6]。

## 師匠
- 13代：中村雅継（なかむら まさつぐ、関脇・嘉風、大分）

## 力士

### 現役の関取経験力士
- 友風想大（前3・神奈川）13代弟子 ※二所ノ関部屋から転籍（入門は尾車部屋）
- 嘉陽快宗（前16・沖縄）13代弟子 ※二所ノ関部屋から転籍
- 宮乃風陽（十13・沖縄）13代弟子 ※二所ノ関部屋から転籍（入門は尾車部屋）

## 旧・中村部屋
1962年までは二所ノ関一門、平成期には高砂一門の所属だった。

### 第1期二所ノ関一門
もともとは大坂相撲の名跡で、1927年の東西協会合併の折には4代中村が中村部屋を経営していた。1930年代なかばに、二所ノ関一門に合流した。4代中村は幕内・楯甲新蔵を育てた。
楯甲は引退後に年寄・5代中村を襲名して中村部屋を継承し、幕内・楯甲幸男などを育てたが、1962年6月を最後に中村部屋は閉鎖され、所属力士は二所ノ関部屋へ移籍した。この時に移籍した力士の中にはのちの前頭・大文字や十両・天山がいた。

#### 師匠
- 初代：侠客・中村芝吉
- 2代：中村（小松山）
- 3代：中村（前1・小若島）
- 4代：中村（十9・葭ノ浦）
- 5代：中村（前1・楯甲、大阪）

#### 力士
幕内
- 楯甲新蔵（前1、大阪）
- 楯甲幸男（前18、愛媛）

十両
- 松錦常市（十2、北海道）
- 松若正次（十7、大阪）

### 高砂一門

#### 概要
1985年（昭和60年）3月場所に引退してから高砂部屋の部屋付き親方として後進の指導にあたっていた年寄・10代中村（元関脇・富士櫻）が、1986年5月場所後に高砂部屋から分家独立して部屋を創設した。
以降、学生出身者と外国人は入門させない、入門から一定期間過ぎても芽の出ない力士は引退させて第二の人生を歩ませる、中学卒の力士には山梨県の日本航空高等学校の通信課程を履修させて高校卒業の資格を得られるようにするなどといった独自の方針を掲げての部屋運営を行い、4名の関取（彩豪・須磨ノ富士・一の谷・飛翔富士）を輩出したものの、幕内力士を出すことはできなかった。前述の日本航空高等学校通信制課程とのプロジェクトでは、2006年3月に7名の力士が卒業証書を手にした。
部屋の女将である中澤嗣子は、女将業と並行して東洋英和女学院大学大学院で相撲部屋の経営や指導法をテーマとして論文を執筆し、修士号を得た。研究の成果を基に2004年に『相撲部屋24時おかみさん奮戦記』（講談社、ISBN 4-06-272254-2）という著書を発表した。
10代の停年退職を約1年後に控えた2012年1月場所前の時点で、同年11月場所を最後に部屋を閉鎖して所属力士らが東関部屋へ転籍することが決定され、同年11月18日に行われた日本相撲協会臨時理事会において、10代と所属力士と床山は東関部屋へ、行司は八角部屋へとそれぞれ同年12月19日付で正式に転籍することが認められ、正式に部屋は閉鎖された。10代は2013年2月8日に停年を迎えている。また、部屋の施設は2013年4月に15代武蔵川（元横綱・武蔵丸）が興した武蔵川部屋に受け継がれた。

#### 師匠
- 10代：中村 榮男（なかむら よしお、関脇・富士櫻、山梨）

#### 力士
十両
- 彩豪一義（十5・埼玉）
- 須磨ノ富士茂雄（十9・兵庫）
- 一の谷崇帥（十12・青森）
- 飛翔富士廣樹（十13・兵庫）